# گوی بلاغ
گوی بلاغ، روستایی از توابع بخش ملارد شهرستان شهریار در استان تهران ایران است.
این روستا یک روستای ییلاقی و خوش آب و هوا  و گردشگر پسند است که تابستان خنک و زمستان سرد دارد، شغل اهالی آن اکثرا دامداری و کشاورزی می باشد، بیش از نیمی از افراد ساکن ده، غیر بومی بوده و به علت هوای مساعد آن سکنی گزیده اند، این روستا در نزدیکی دشت شقایق اخترآباد قرار دارد

## جمعیت
این روستا در دهستان اخترآباد قرار دارد و براساس سرشماری مرکز آمار ایران در سال۱۳9۵، جمعیت آن 300 نفر (65خانوار) بوده‌است.